# Robert E. Wyatt
Robert Eugene Wyatt je emeritním profesorem chemie na Texaské univerzitě v Austinu na katedře chemie a biochemie.

## Práce
Wyattova práce se zaměřuje na teoretickou chemii, včetně kvantové teorie chemických reakcí a teorie intramolekulárního přenosu energie (anglicky intramolecular energy transfer). Jeho výzkum se mimo jiné zabýval metodou trajektorie Bohmovy mechaniky(anglicky Quantum trajectory method; QTM), založené na pracích Louise de Broglie, Erwina Madelunga a Davida Bohma. Metoda se ukázala být výpočetně efektivnější než metody, které jsou založeny na přímém řešení časově závislé Schrödingerovy rovnice, a našla široké přijetí u teoretických chemiků. 
V roce 2005 Wyatt publikoval svou knihu "Quantum dynamics with trajectories" s příspěvky Corey J. Trahana.
Wyatt je profesorem chemie W. T. Dohertyho na Texaské Univerzitě v Austinu. Vydání časopisu Journal of Physical Chemistry A z října roku 2007 je jubilejní sborník (německy Festschrift; latinsky Liber Amicorum) věnovaný práci Roberta E. Wyatta a jeho skupiny. Wyatt je označován za „předního světového odborníka na kvantovou dynamiku a teoretickou chemii“ (anglicky "the world's leading expert in quantum dynamics and theoretical chemistry").
V roce 1989 byl zvolen členem Americké fyzikální společnosti „za zásadní příspěvky k teoretické chemické dynamice, zejména za kvantově mechanický reaktivní rozptyl a přenos energie mezi laserem a molekulou“ (anglicky "for fundamental contributions to the theoretical chemical dynamics, particularly quantum mechanical reactive scattering and laser-molecule energy transfer").